# Thomas Stanley (2e comte de Derby)
Pour les articles homonymes, voir Thomas Stanley.
Thomas III Stanley (né vers 1481 mort le 23 mai 1521) est 2e comte de Derby et seigneur de l'Île de Man de 1504 à 1521.

## Biographie
Thomas III Stanley est le fils de Georges Stanley, Lord Strange, (mort en 1503) et le petit-fils de Thomas II Stanley 2e Baron Stanley et 1er comte de Derby. Il succède à son grand-père le 29 juillet 1504 après la mort l'année précédente de son père lors d'un banquet peut-être à la suite d'un empoisonnement. Par déférence envers le roi Henri VII d'Angleterre il renonce à son titre de Roi de Man et devient ainsi le 1er seigneur de Man bien qu'il conserve la pleine souveraineté et le pouvoir dans son fief. Il entre en conflit avec les anciens sujets  du seigneur des Îles et les écossais en 1507. Le port de Derbyhaven est nommé en son honneur. Vaillant homme de guerre il sert le roi Henri VIII d'Angleterre lors de ses expéditions en France et participe à la bataille de Guinegatte en 1513.

## Union et postérité
Thomas III Stanley est fiancé en 1498 avec Elizabeth Welles, la fille de John Welles, 1er Vicomte Welles, et de Cécile d'York, la fille du roi Édouard IV et d'Élisabeth Woodville. Une dispense pontificale est obtenue pour leur union mais le mariage ne se fait pas. Il épouse le 17 décembre 1505 Anne Hastings, la fille de  Edouard Hastings, 2e Baron Hastings, et de Marie Hungerford qui lui donne deux fils et une fille :
- Edouard Stanley 3e comte de Derby
- Margaret Stanley (morte peu après janvier 1534), qui épouse Robert Radcliffe (1er comte de Sussex), et lui donne deux filles, Jeanne, épouse de Anthony Browne, 1er Vicomte  Montague, et Anne, qui épouse Thomas Wharton, 2e Baron Wharton.
- John Stanley (mort jeune)

## Source
- (en) Douglas Richardson, Magna Carta Ancestry : A Study in Colonial and Medieval Families, vol. IV, Salt Lake City, Kimball G Everingham, 2011, 628 p. (ISBN 978-1-4609-9270-8 et 1-4609-9270-9)